# Louise Brigham
Louise Brigham (née le 1er janvier 1875 et décédée le 30 mars 1956) est une inventrice, conceptrice et enseignante américaine du début du XXe siècle. Elle est une pionnière dans l'utilisation de matériaux recyclés pour la conception de meubles. Elle a inventé un système de construction des meubles à partir de caisses d'emballage. Elle a fondé l'une des premières entreprises de meubles prêts à assembler, ainsi que la Home Thrift Organization (HTA) pour enseigner la menuiserie aux garçons de New York. En 1940, en l'honneur de ses 25 ans au service à l'organisation, la HTA lui décerne une médaille.

## Biographie

### Enfance et jeunesse
Louise Ashton Brigham nait à Boston, de William Cleveland Brigham (né en 1840), apothicaire, et de Maria Wilson Sheppard Brigham (née en 1845). Le recensement de 1880 indique que la famille vit à Medford (Massachusetts). Elle est la quatrième d'une famille de cinq enfants. Elle a trois aînés, Waldo (né en 1869), Lucy (née en 1873) et Emma (née quatre ans avant Louise mais décédée en bas âge), et une sœur, Anna, d'un an sa cadette. Lorsque Louise n'a que deux ans, sa mère décède. À 19 ans, elle perd également son père[réf. nécessaire].
Les informations sur la jeunesse de Louise Brigham sont rares. Elle semble n'avoir jamais eu à travailler pour gagner sa vie et pendant une grande partie de sa vie adulte, elle n'a pas été soutenue par un mari (ne se mariant qu'à l'âge de 41 ans) : il semble raisonnable d'en déduire que sa famille était relativement aisé pour l'époque. Louise Brigham étudie l'art et le design à l'Institut Pratt de New York, et à la Chase School (rebaptisée New York School of Art en 1898, et connue aujourd'hui sous le nom de Parsons The New School for Design). Elle étudie également dans des écoles d'art en Europe.

### Carrière
À la fin des années 1890, Louise Brigham s'implique dans le Settlement movement. Le recensement de 1900 la répertorie comme enseignante et settlement worker à Cleveland, en Ohio, vivant à Hiram House, une settlement house fondée par George A. Bellamy. Au début des années 1900, elle fonde une autre settlement house à Cleveland : Sunshine Cottage.

#### Voyages à l'étranger
Louise Brigham séjourne à l'étranger pendant une grande partie de la période entre 1905 et 1910. Elle indique dans une interview de 1913 : « J'ai passé la plus grande partie de cinq ans en Europe, étudiant divers types de travaux manuels avec les paysans et les artistes de dix-neuf pays différents. » Elle voyage notamment aux Pays-Bas, en Allemagne, au Danemark et en Suède.
Deux étés passés dans un camp minier sur l'île norvégienne de Spitzberg, dans l'archipel du Svalbard, ont été très influents pour les travaux de conception ultérieurs de Louise Brigham. Si ces deux étés ne sont pas précisément datés dans ses écrits publiés, elle fait néanmoins référence à une visite de membres d'une expédition dirigée par l'aviateur américain Walter Wellman : l'un de ces étés pourrait donc être celui de 1906, année où Wellman installe son quartier général dans l'archipel du Svalbard pour tenter d'atteindre le pôle Nord en dirigeable. Brigham demeure dans un camp, Longyear City, fondé par John Munro Longyear, pour l'Arctic Coal Company, afin d'y mener des opérations minières. Le camp est aujourd'hui Longyearbyen[réf. nécessaire].
Le camp abrite 80 hommes à l'époque où Louise Brigham s'y trouve — passant à plusieurs centaines dans les années qui précèdent la Première Guerre mondiale — et les conditions sont extrêmement dures. Assez de nourriture et d'équipement doivent en effet être acheminés par bateau pendant les mois d'été pour approvisionner le camp pendant les huit mois où il serait coupé du monde par la glace. De ce stockage, en résulte de grandes piles de boîtes en bois vides. Dans ces conditions difficiles, Louise Brigham entreprend de concevoir pour le camp ce qu'elle appelle des « box furniture » (« meubles de boite ») à partir de ces caisses d'emballage abandonnées[réf. nécessaire].

#### Box Furniture

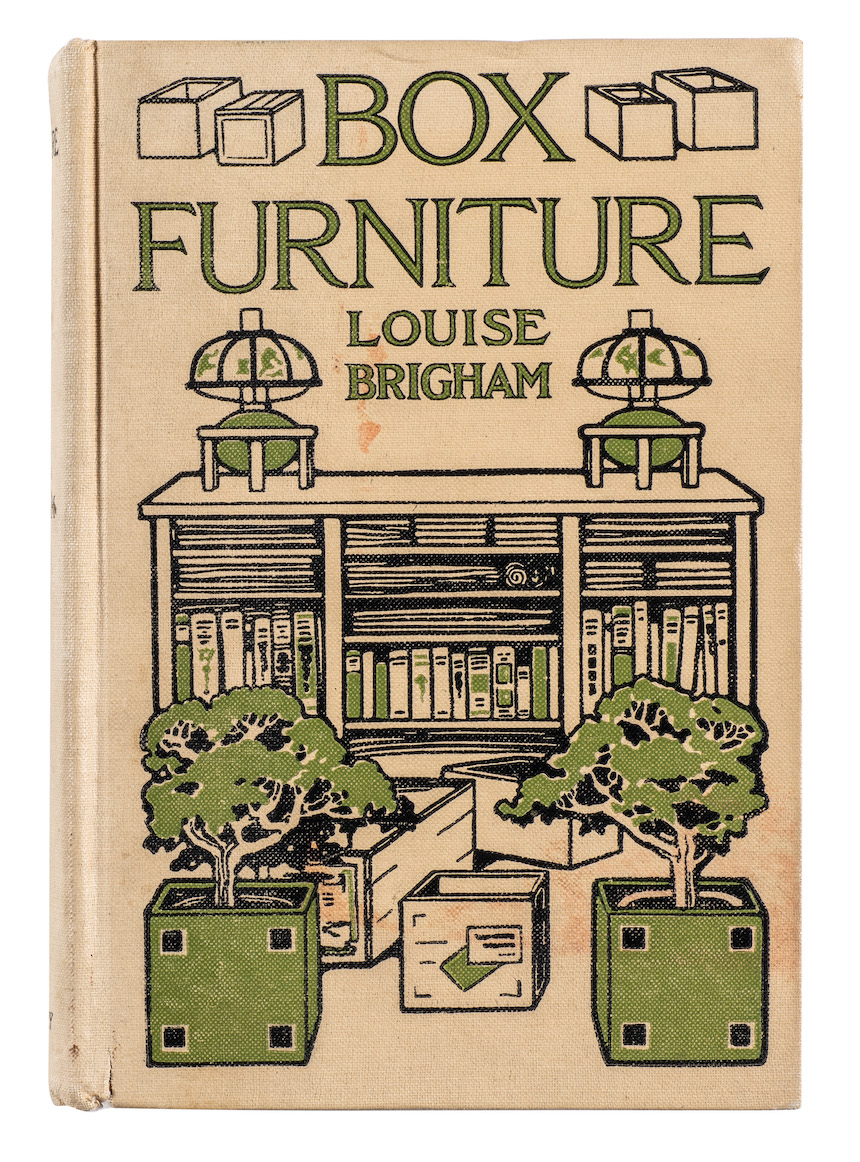
Couverture du livre de Brigham de 1909 sur la création de meubles à partir de caisses d'emballage.

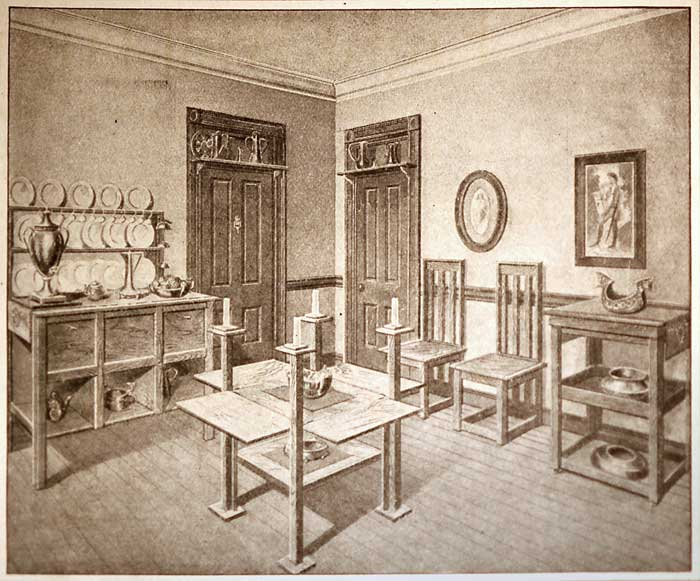
Pièce de meubles construits selon les plans de Brigham, illustrée pour The Ladies' Home Journal, 1910.

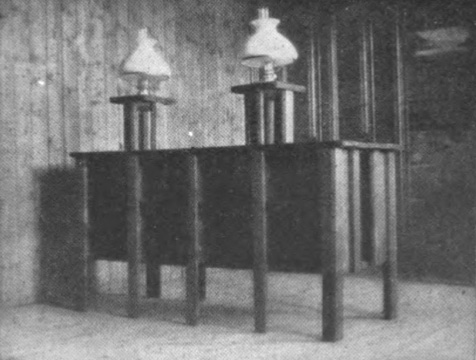
Bureau, une table de lecture et une bibliothèque construits à partir de caisses pendant le séjour de Brigham sur l'île de Spitzberg. Les plans ont ensuite été publiés dans son livre.

En 1909, Louise Brigham publie un livre de ses construction de meubles entièrement construits à partir de caisses d'emballage intitulé Box Furniture. Illustré de dessins au trait par l'architecte d'intérieur Edward H. Aschermann (qu'elle avait rencontré par l'intermédiaire de l'architecte-designer sécessionniste viennois Josef Hoffmann). Box Furniture est un manuel pratique destiné à un public cible de personnes peu qualifiées de la classe ouvrière. Il propose des dizaines de plans de meubles différents, des conseils sur la façon de sélectionner et de démonter les caisses, des instructions de base en menuiserie et une liste des outils nécessaires. Les conceptions ont été regroupées par pièces de la maison, et organisées par complexité croissante. Louise Brigham offre également des conseils complémentaires sur le choix des rideaux et la combinaisons des couleurs.
En plus d'être produits exclusivement à partir de matériaux recyclés très peu chers, nombre des designs sont multifonctionnelles et peu encombrantes (table rabattable, ensemble de tabourets gigognes, bureau avec bibliothèques intégrées, etc), s'adressant principalement aux citadins. Louise Brigham adopte une approche modulaire ou en coupe pour certaines de ses pièces, car plusieurs des plus petites pièces sont conçues de manière à pouvoir être autonomes ou comme sous-unités de pièces plus grandes.
Son esthétique moderniste, en mettant l'accent sur le carré en tant qu'unité fondamentale du design, aligne son esthétique moderniste avec celle d'Hoffmann. Les surfaces et constructions brutes de son approche, deviendront deux décennies plus tard, des piliers du design moderne, lorsque, dans les années 1930, Gerrit Rietveld et ses meubles de caisses réinterprètent les Box Furniture de Louise Brigham sous la bannière de De Stijl[réf. nécessaire].
L'ambitieux projet de Louise Brigham combinant un design moderne à approche fait main est à la fois inhabituel pour son époque et précurseur du mouvement actuel de design écologique. Un auteur évalue le projet de Louise Brigham comme « un système complet attachée à une théorie du design et une approche sociale. »

#### Home Thrift Association
En 1910, Louise Brigham expose Room Delightful, une ligne entière de Box Furniture pour chambre d'enfant lors d'une exposition sur la protection de l'enfance à New York. Les responsables de la ville, lui proposent d'utiliser le Gracie Mansion, alors fermé, pour de nouvelles expérimentations. Louise Brigham accepte et fonde la Home Thrift Association (HTA), un « laboratoire » de menuiserie pour garçons : « Nous donnons à chaque garçon un ensemble de sept outils simples et lui montrons les débuts de son travail. Ensuite, il fait le reste. » La HTA, qui s'est ensuite ouvert également aux filles, visait « non seulement l'épargne, mais la conservation du foyer. »
Initialement basé dans seulement deux pièces du Gracie Mansion, l'association dépasse rapidement de son espace en gagnant quelque 600 apprentis au cours de sa première année de fonctionnement. Elle déménage au 516 E. 89th Street, non loin de l'appartement de Louise Brigham au 539 E. 89th St., que Louise Brigham meuble presque entièrement de Box Furniture fabriqués par les apprentis de la HTA comme une sorte de showroom du projet. Le coût total de l'ameublement de l'appartement de Louise Brigham était d'environ 4 $, soit moins de la moitié du salaire hebdomadaire moyen d'un travailleur.

#### Meubles en kit
Pendant la Première Guerre mondiale, Louise Brigham fonde une usine de box furniture dans le Lower East Side de New York afin d'offrir des emplois à des travailleurs peu qualifiés. L'usine est finalement confiés pour la Young Men's Christian Association (YMCA) à des vétérans. À la même époque, Louise Brigham et deux partenaires créent Home Art Masters, une entreprise de vente par correspondance de kits de meubles en kit avec des instructions permettant d'assembler l'article à la maison à l'aide d'outils simples. Cette entreprise de courte durée avait des décennies d'avance sur le designer australien Frederick Charles Ward (fin des années 1940), de l'ébéniste américain Erie J. Sauder (1953) et Ikea (1956),.

### Fin de vie
Grâce à la HTA et de la publicité associée, les Box Furniture connaissent une certaine vogue dans les années précédant la Première Guerre mondiale. Son livre est édité plusieurs fois et a été traduit dans plusieurs langues étrangères. Cependant, après la guerre, nous avons peu d'informations sur Louise Brigham. Le 21 août 1916, elle épouse Henry Arnott Chisholm (64 ans) au Mission Inn à Riverside, en Californie. Diplômé de Harvard en 1874, Chisholm vit à Cleveland, où il a travaillé pour les Cleveland Rolling Mill pour devenir plus tard associé de William Chisholm au sein des Steel Shovel Works.
Henry Chisholm décède en 1920. Les années suivantes Louise Brigham travaille sur une nouvelle édition de son livre (jamais publié) et sur un mémoire (perdu depuis). Dans les années 1930, elle devient disciple du mystique américain Edgar Cayce et passe beaucoup de temps avec lui et sa famille.

## Distinction
- 1940, médaille de la HTA en l'honneur de ses 25 années de service pour l'organisation qu'elle a fondée[réf. nécessaire].

## Publications
- (en) Box Furniture: How to Make a Hundred Useful Articles for the Home  (ill. Edward H. Ascherman d'après des dessins de l'auteure), New York, Century, 1909.
- (en) « How Boys Made Toys from Boxes », St. Nicholas, vol. 42,‎ janvier 1915, p. 440.
- (en) « How Boys Make Furniture from Boxes », St. Nicholas, vol. 42,‎ janvier 1915, p. 241.
- (en) « How I Furnished My Entire Flat from Boxes », Ladies' Home Journal, vol. 27. Partie I,‎ 1er septembre 1910, p. 70, 74. Partie II (Ma chambre) : 1er octobre 1910, pages 86, 92. Partie III (Ma salle à manger) : 1er novembre 1910, pages 80, 86. Partie IV (Ma cuisine) : 1er décembre 1910, pages 68, 74.
- (en) « Rugs and Baskets Which Cost Nothing », Ladies' Home Journal,‎ août 1910.